# Parafia Niepokalanego Poczęcia Najświętszej Maryi Panny w Zielonej Górze
Parafia Niepokalanego Poczęcia Najświętszej Maryi Panny w Zielonej Górze – rzymskokatolicka parafia w zielonogórskiej dzielnicy Chynów, położona w dekanacie Zielona Góra – św. Jadwigi, diecezji zielonogórsko-gorzowskiej, metropolii szczecińsko-kamieńskiej w Polsce. Została erygowana 16 października 1984 roku.

## Zasięg parafii
- Akrobatów,
- Amarantowa,
- Beżowa,
- Biała,
- Błękitna,
- Błotna,
- Bordowa,
- Borówkowa,
- Brązowa,
- Bukowa,
- Chłodna,
- Chynowska,
- Dębowa,
- Drzymały,
- Fioletowa,
- Gorzowska,
- Grafitowa,
- Granatowa,
- Grzybowa,
- Jastrzębia,
- Jemiołowa,
- Jesienna,
- Jeżynowa,
- Jodłowa,
- Karminowa,
- Kolorowa,
- Kostrzyńska,
- Kremowa,
- Krępowska,
- Lazurowa,
- Łężycka,
- Mahoniowa,
- Malinowa,
- Międzyrzecka,
- Modra,
- Niebieska,
- Oliwkowa,
- Orzechowa,
- Pastelowa,
- Piłkarzy,
- Pistacjowa,
- Platynowa,
- Pomarańczowa,
- Popielata,
- Poziomkowa,
- Poznańska,
- Purpurowa,
- Rowerzystów,
- Różowa,
- Seledynowa,
- Siatkarzy,
- Siwa,
- Słubicka,
- Sosnowa,
- Srebrna,
- Szkarłatna,
- Szpakowa,
- Świebodzińska,
- Tęczowa,
- Truskawkowa,
- Waniliowa,
- Złota,
- Żółta,
- Żurawinowa.

## Proboszczowie
- ks. Zbigniew Stekiel (26.10.1984 – 1988)
- ks. Władysław Kasprzak (25.08.1988 – 1990)
- ks. kan. dr Henryk Dworak (24.08.1990 – 31.07.2005)
- ks. kan. dr hab. Jan Radkiewicz (1.08.2005 – 31.07.2009)
- ks. Wojciech Ratajewski (1.08.2009 – 2013)
- ks. kan. dr Andrzej Suchorski (od 17.06.2013)